# Železniški most Lansdowne
Železniški most Lansdowne (sindhi لينسڊائون پل; urdujsko لینس ڈاؤن پل‎) čez Ind pri Sukurju je bil eden od velikih inženirskih podvigov 19. stoletja. Najdaljši konzolni most, ki je bil kdaj koli zgrajen, je moral vzdržati tovor težkih parnih lokomotiv. Most je bil slovesno odprt 25. marca 1889. Ajubov most je bil zgrajen tik ob njem leta 1962, da bi ločil cestni in železniški promet. Zato fotografije mostu Landsdown običajno prikazujejo tudi Ajubov most.

## Oblikovanje
Zasnoval ga je sir Alexander Meadows Rendel; ko je bil dokončan leta 1889, je bil največji konzolni most na svetu. Nosilno delo, ki je tehtalo ogromnih 3300 ton, je v Londonu izdelalo podjetje Westwood, Baillie, postavila pa F. E. Robertson in Hecquet. Po dokončanju je most omogočil lažji železniški dostop med Sindom in Beludžistanom.

## Ozadje
Ind je bil premoščen pri Attocku leta 1887, kar je omogočilo, da so železnice v Indiji potekale od najbolj zahodne postaje Kajberski prelaz do vzhodnega mesta Kalkuta.
Indijska železniška povezava s pristaniščem Karači pa je bila še vedno prekinjena pri Indu, ki teče med mestoma Rohri in Sukur. Ind tudi ni bil premoščen med Kotrijem in Hiderabadom, zato so vlaki vozili na progi Karači-Džamšoro-Larkana-Sukur že leta 1879, nato pa so jih prepeljali čez Rohri in obratno z rečnim trajektom.
Pri Sukurju reka Ind teče skozi vrzel v nizu nizkih apnenčastih gričev in se razdeli na dva kanala (kanala Sukur in Rohri) z otokom, imenovanim Bukur. Otok Bukur je tako najboljše mesto za prečkanje reke. Premostitev kanala med Bukurjem in Rohrijem ni bila tako enostavna. Rečna struga tukaj ni kamnita, temveč muljasta, kar je oteževalo gradnjo mostnega stebra. Zato so bili predlagani načrti za gradnjo mostu brez stebra. Ena taka zasnova je bila za obokan most, vendar v 1870-ih ni bila upoštevana. Kasneje leta 1962 so reko premostili z zelo podobnim dizajnom, ki je postal znan kot Ajubov lok.

## Zgodovina
Državna železnica v dolini Inda je dosegla Sukur leta 1879 in parni trajekt, ki je prevažal osem vagonov naenkrat čez Ind med Rohrijem in Sukurjem, se je izkazal za okornega in dolgotrajnega. Trajektna povezava je postala odvečna, ko je lord Reay, guverner Bombaja, namestnik lorda Lansdowneja, podkralja, 25. marca 1889 slovesno odprl most. Ker poletje v Sukur prihaja zgodaj in bi bile težke uniforme v evropskem slogu tistega časa neudobne, je otvoritvena slovesnost potekala zgodaj zjutraj. Na slovesnosti je lord Reay odklenil izjemno okrasno ključavnico (ki jo je zasnoval J. L. Kipling, CIE, ravnatelj šole umetnosti Mayo v Lahoreju in oče Josepha Rudyarda, slavnega pesnika in pisatelja), ki je držala zaprta okorna železna vrata, ki so varovala vstop v most. Zbrani dostojanstveniki so se nato sprehodili čez most in prekinili z zajtrkom, ki so mu sledile zdravice pod šamiano (Berridge 1967: 128). Most je zagotavljal železniško povezavo med Lahorejem, v osrčju žitnice Britanske Indije, in pristaniščem Karači ob Arabskem morju.
Ko je bil zgrajen veliki jekleni Ajubov lok (1960–1962), je bil tja preusmerjen železniški promet. Približno sto metrov narazen se dva mostova od daleč zdita kot eden. Ajubov lok je postal tretji najdaljši razpon železniškega loka na svetu in prvi most na svetu, ki je imel »železniško ploščad obešeno na vešalke iz navite žične vrvi«. Svetovalni inženir je bil David B. Steinman iz New Yorka, zagovornik 'poklicne estetike'. Stal je približno dva milijona rupij, temeljni kamen pa je bil položen 9. decembra 1960. Odprl ga je predsednik Mohamed Ajub Kan 6. maja 1962.

## Tehnični opis
Med letoma 1872 in 1882 je bila izvedena raziskava mostu in različni ljudje so predlagali 5 različnih predlogov konstrukcij. Nobena od njih takrat ni veljala za povsem izvedljivo. Nato so poklicali inženirja po imenu sir Alexander Rendel, ki je predlagal zasnovo, sestavljeno iz dveh zasidranih konzol, vsaka dolga 95 m, ki nosita viseči razpon 61 m na sredini. Ta zasnova je veljala za izvedljivo in je postala znana kot most Lansdowne. Nosilno delo tega mostu je bilo zaupano Westwoodu, Baillie & Co. iz Londona. Most je bil najprej sestavljen na dvorišču izvajalca. 52 m visoki konzoli mostu, ko sta bili sestavljeni, sta bili v Londonu precej opazen prizor. Do leta 1887 je jeklo začelo prihajati v Sukur in Rohri. Gradnja mostu se je nato začela pod nadzorom F. E. Robertsona in Hecqueta, medtem ko sta bila lokalna izvajalca Malik Abdul Karim & Malik Abdul Raheem. Njihova imena so do danes zapisana na plošči na vsaki konzoli mostu.
Gradnja mostu Lansdowne ni bila šala. Pravijo, da projektant mostu ni veliko razmišljal o tem, kako bo most zgrajen v resničnem življenju. Velikanske dvigalke, ki so tehtale 240 ton in merile 70 m v dolžino, so morali postaviti nagnjene nad vodo, obenem pa so se morali nagniti navznoter v ravnini pravokotno na linijo mostu. In kot da to ni dovolj težko, je bilo treba vodoravne vezne nosilce, dolge 37,5 m in težkih po 86 ton, sestaviti na višini 55 m. To je bil res izziv v 1880-ih.
Ko sta bili obe konzoli dokončani, so se začela dela na sredinskem razponu. Projektant mostu je nameraval 61 m dolg razpon sestaviti na čolne in nato dvignili. Ta načrt v praksi ni deloval, saj je bil Ind 6 mesecev na leto precej nemiren zaradi poplav. Na koncu je Robertson zgradil še en začasni most, da bi zagotovil ploščad, na kateri bi lahko sestavili viseči razpon. Začasni oder je tehtal 56 ton. Nosilec je bil postavljen in zakovičen v štirih dneh in pol. To je dobro tudi po današnjih standardih. V 1880-ih Robertsonovi možje niso imeli pnevmatskega orodja ali električnih pogonov.

## Človeška in denarna cena
Gradnja mostu Lansdowne je zahtevala 6 življenj. Štirje moški so padli z vrtoglave višine, dva pa sta umrla zaradi orodij, ki so padla nanje. Stroški mostu so bili 2.696.000 Rs, vključno z 276.000 Rs, ki so bili porabljeni samo za temelje.